# ユーロトリップ
『ユーロトリップ』（原題：EuroTrip）は、2004年制作のアメリカ合衆国のコメディ映画。アイヴァン・ライトマン製作総指揮。日本では劇場未公開。

## あらすじ
スコットは高校の卒業式でガールフレンドに振られた腹いせに、メル友のドイツ人マイクに八つ当たりした挙げ句、ゲイと勘違いして絶縁を言い渡す。しかし、男だと思っていたマイクが実はミーカという名前の女性だと知ったスコットは慌てて謝罪メールを送るが、拒否される。
さらにミーカが写真で可愛い女の子であると知り、気になって居ても立ってもいられなくなったスコットは、悪友クーパーにそそのかされるまま、ミーカの住むベルリンへと向かう決意をする。
旅費節約のためロンドンから陸路でベルリンを目指すことにした2人は、ヨーロッパ各地で様々な体験や騒動を巻き起こしていく。

## キャスト
| 役名                 | 俳優                       | 日本語吹き替え |
| -------------------- | -------------------------- | --- |
| スコット・トーマス   | スコット・ミシュロウィック | 谷川俊 |
| クーパー・ハリス     | ジェイコブ・ピッツ         | 川島得愛 |
| ジェニー             | ミシェル・トラクテンバーグ | 斎藤恵理 |
| ジェイミー           | トラヴィス・ウェスター     | 白鳥哲 |
| ミーカ               | ジェシカ・ボース           | 水町レイコ |
| フィオナ             | クリスティン・クルック     | 川名真知子 |
| バート               | ナイアル・イスハコフ       | 白石涼子 |
| その他               | N/A                        | 高瀬右光、伊藤和晃 高越昭紀、松下こみな 咲野俊介、風村綾乃 中澤やよい、野中秀哲 田中正彦、吉田陽子 塾一久、佐々木睦 鹿野優以、宝亀克寿 白山修、仲野裕 |
| 日本語版制作スタッフ |                            | |
| 演出                 | 演出                       | 福永莞爾 |
| 字幕翻訳             | 字幕翻訳                   | 山本美香 |
| 吹替翻訳             | 吹替翻訳                   | 中村久世 |
| 録音                 | 録音                       | オムニバス・ジャパン |
| 制作                 | 制作                       | 東北新社 |